# Yang Shangkun
Yang Shangkun (Sichuan, 22 de maio de 1907 - Pequim, 18 de setembro de 1998) foi presidente da República Popular da China, de 30 de abril de 1988 até 27 de  março de 1993. Casou-se com Li Bozhao em 1929, na União Soviética; ela foi uma das poucas mulheres a participar da Longa Marcha. Yang também participou dessa marcha.